# Кристина Богуновић Гаврић
Крис Гаврић (Београд, 24. децембар 1997) српска је позоришна, телевизијска и филмска глумица.

## Биографија
Рођена је 24. децембра 1997. у Београду. Најлепши део живота провела је у Ријеци, у  Хрватској. Дипломирала је на Факултету драмских и филмских уметности у класи професора Ивана Јевтовића. Прве улоге је остварила у серијама Радио Милева, Ургентни центар, Династија и Закопане тајне.
Добитница је награде „Срце Сарајева“ за звезду у успону у 2024. години.

## Филмографија
| Год.         | Назив           | Улога            |
| ------------ | --------------- | ---------------- |
| 2021-у току. | Радио Милева    | Соња Мајсторовић |
| 2021.        | Династија       | Сара Смоквица    |
| 2021.        | Ургентни центар | Бека             |
| 2023-2025.   | Закопане тајне  | Тина Репаја      |

## Позоришне улоге
| Позориште     | Представа       | Улога |
| ------------- | --------------- | ----- |
| Позориште Пуж | Лепотица и звер | Цица  |
| Театар Змај   | Ах, та љубав    |       |
| Театар Змај   | Интернет насиље |       |